# ناحیه یوانچنگ
یوانچنگ (به لاتین: Yuancheng District) یک سکونتگاه مسکونی در جمهوری خلق چین است که در هیوان واقع شده‌است.